# 私奔
私奔指不顧家人(包括但不限于長輩)反對，私自與戀人一起逃離各自家庭後自行結合。臺灣閩南語稱為相𤆬走（sio-tshuā-tsáu）。若特指女性跟愛人私奔，臺灣話稱為綴人走（tuè-lâng-tsáu）；臺灣客家語四縣腔稱為跈人走（tenˇ nginˇ zeuˋ）。
現代大部分司法管轄區的婚姻法都容許婚齡男女自由結合，因此異性間的私奔在現代通常是文化上而非法律上的概念。由於傳統道德上認為子女有義務服從父母，因此異性戀人私奔通常不是因爲未到法定結婚年齡，而在於他們的結合未得到父母或其他長輩應允。在家本位制度的社會尤其如此，即使二人結為合法配偶，只要任何一方的家庭不承認其結合，他們也被視爲私奔。
由於父系社會傳統上把已婚女子視為夫家成員，因此已婚女子與他人出走結合也稱為私奔，粵語俗稱跟佬走。

## 中國私奔的演變
《周禮釋意》曰：「凡不告廟而行納采納徴請期親迎者謂之奔。」指未經家廟宗祠進行正當迎娶儀式的行為稱為「奔」，當時為法律所允許，因此有「奔者不禁」之語。但「奔」的女方則只為妾，只有取行正式婚禮迎娶後的女性才可以成為「妻」。
在古代社會中私奔的行為較容易出現在奴隸階層身上，由於在宋代之前的奴隸〔或稱部曲、奴婢、家妓等〕是等同財產的一部份，沒有人身自由或人權，自然也沒有婚姻的選擇權，其婚姻多由主人掌控，一般而言是不會太嚴苛，但若主人較為嚴酷或昏庸，對奴隸的婚姻採取了不明智的行為，就容易引起奴隸的不滿，引發奴隸的私奔行為，如果順利出逃不但可以獲得戀人還能獲得自由民的身份，因此在奴隸階層發生私奔行為的可能較高。
到了宋代之後奴隸階層消失，再加上筆記小說文學的出現，私奔這種行為就被筆記小說和說書人、戲曲等藝文活動轉化為一種帶有浪漫色彩的行為，如《虯髯客傳》中楊素的家妓紅拂女未經楊素同意隨李靖出走並結為夫婦，就是古文學中私奔的代表。而「私奔」是未經雙方家庭一致同意，私下進行的婚姻行為，因此多半未經合乎禮法的程序進行婚禮，故稱為「私」、「奔」。社會基本上是仍不太贊同，但也不會苛求。直到南宋晚期道學（理學）開始成為學術主流，並在後世演變後，才變成較接近現代對於古時嚴格處理私奔此一行為的印象。

## 私奔題材作品
- 卓文君雪夜私奔
- 《虯髯客傳》紅拂女夜奔
- 《羅密歐與茱麗葉》
- 《兩小無猜》
- 《毕业生》
- TVB電視劇《酒是故鄉醇》
- TVB電視劇《鳳凰四重奏》
- TVB電視劇《女人俱樂部》（私奔失敗）

## 詞意舉例
- 轟動世界的戰機無飛行員操控「私奔」事件 （页面存档备份，存于）
- 老婆私奔，綠帽男子遷怒幼女，情緒失控 （页面存档备份，存于）